# Tasz-Jełga (rejon diurtiuliński)
Tasz-Jełga (ros. Таш-Елга) – wieś (dieriewnia) w Rosji, w Baszkortostanie, w rejonie diurtiulińskim. W 2010 liczyła 202 mieszkańców.